# Sven Garrecht

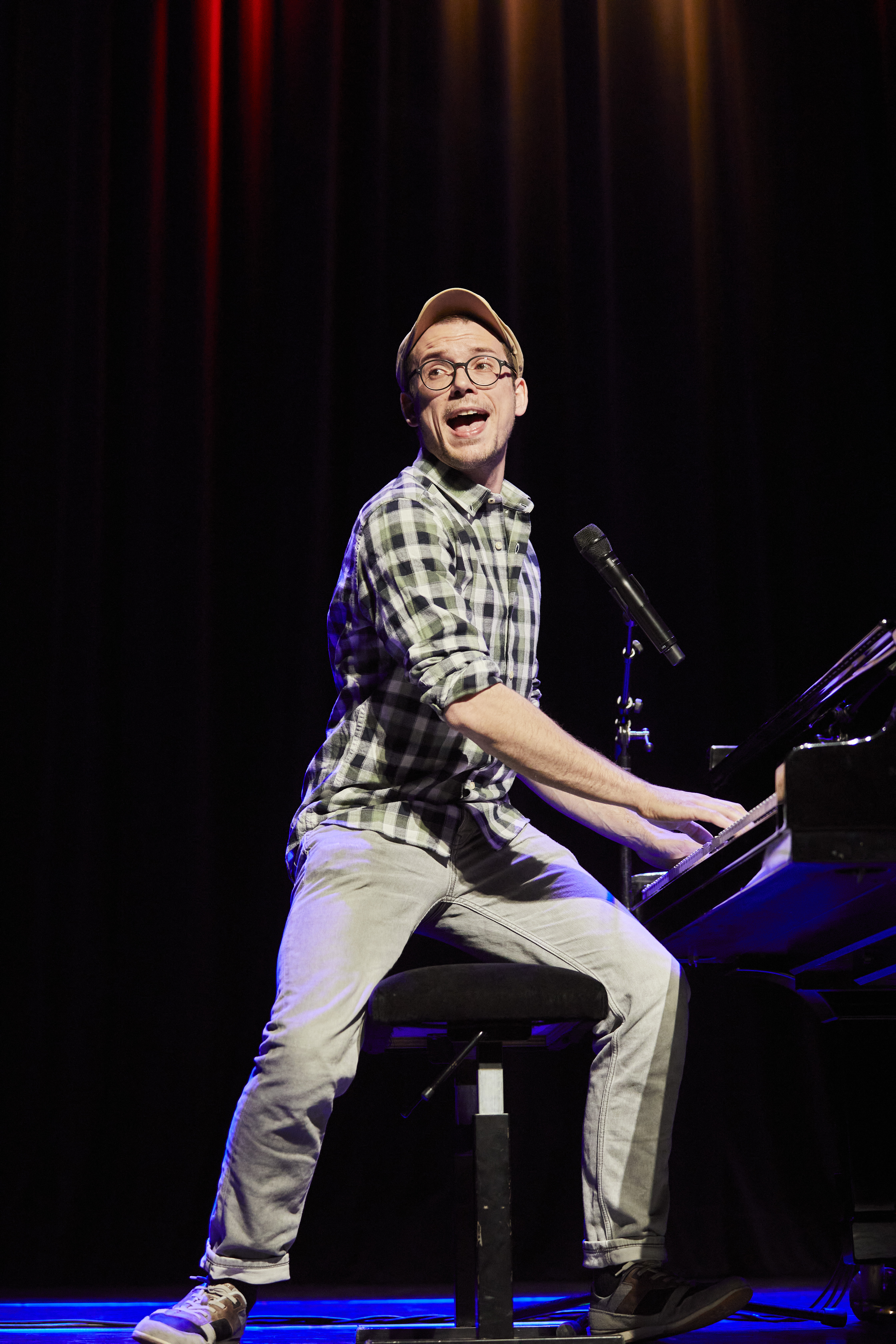
Sven Garrecht auf der Schweizer Künstlerbörse in Thun, April 2022

Sven Garrecht (* 12. Juni 1988 in Seligenstadt) ist ein deutscher Liedermacher, Musiker und Kabarettist.

## Leben
Garrecht wuchs im hessischen Seligenstadt auf und besuchte dort die Einhardschule. Während der Schulzeit gründete er zusammen mit Simon Seipel, Stephan Großkinsky und Christina Mladek die Band „Simon Rocks“, in der er als Songwriter, Sänger und Pianist agierte. Die Band wurde 2008 mit dem Kulturförderpreis ihrer Heimatstadt Seligenstadt ausgezeichnet.
Nach dem Abitur studierte er an der FMW – Frankfurter Musikwerkstatt Saxophon mit Nebenfach Klavier und schloss mit dem Titel „staatlich anerkannter Berufsmusiker und Instrumentalpädagoge für Jazz und Popularmusik“ ab. Während seiner Studienzeit sammelte er Bühnenerfahrung in verschiedenen Bands.
2018 hatte sein erstes abendfüllendes Programm „Kleinstadt-Tiger“ Premiere im Mainzer Unterhaus. 2021 feierte das zweite Programm „Wenn nicht jetzt, wo sonst?“ in seiner Heimatstadt Seligenstadt Premiere. Garrecht tritt sowohl solo am Klavier als auch mit Band auf. Seine Auftritte zeichnen sich aus durch „hintergründige, freche und humorvolle Lieder“, Gedichte, Wortspiele und „selbstironische Überleitungen“. Thematisch beschäftigt sich Garrecht in seinen Liedern mit skurrilen Alltagsgeschichten, aber auch mit gesellschaftlichen Themen wie dem Klimawandel oder der katholischen Kirche. Seine Musik enthält Elemente aus Pop, Chanson, Jazz und Folk.
2020 und 2021 nahm Garrecht als Stipendiat der GEMA-Stiftung an der Celler Schule teil. Seit 2023 gehört er der Liederschule SAGO – Mainzer Akademie für Musik und Poesie an.
Garrecht wurde für sein Schaffen mehrfach ausgezeichnet. 2023 wurde ihm im Rahmen der Songs an einem Sommerabend der „Walther-von-der-Vogelweide-Preis für junge Liedermacher“ verliehen. Im selben Jahr spielte er mit seiner Band bei Das Fest in Karlsruhe. 2022 trat er beim SWR3-Comedy-Festival in Bad Dürkheim auf. Im Fernsehen war er in Formaten zu sehen wie dem ZDF-Morgenmagazin, der Wahl zur Deutschen Weinkönigin im SWR oder kabarett.com.
Garrecht schreibt seit 2023 eine regelmäßige Kolumne für die Offenbach Post.
Seit 2021 ist er außerdem einer der vier Saxophonisten der Rock-’n’-Roll-Band Boppin’B.

## Diskografie
- 2018: Kleinstadt-Tiger, EP
- 2021: Mein Selig'stadt, EP
- 2022: Kleinstadt-Lieder, Album

### Als Saxophonist mit Boppin' B
- 2022: Saxbomb, Album

### Als Gast
- 2021: Emotional Eaters: Falling In Love, EP (Saxophon)
- 2023: Didi Beck: Ultrafetter Bass, Album (Piano)

## Auszeichnungen
- 2008: Kulturförderpreis der Stadt Seligenstadt
- 2018: Troubadour, 1. Preis & Förderpreis[13]
- 2019: Stockstädter Römerhelm, Jurypreis[14]
- 2019: Oltner Kabarett-Casting, 1. Preis[15][16]
- 2019: Melsunger Scharfe Barte, 1. Preis & Publikumspreis
- 2020: Rösrather Kabarettfestival, 1. Preis[17]
- 2021: Wertheimer Affe, 1. Preis[18][19]
- 2022: Amici Artium, 1. Preis & Publikumspreis[20]
- 2022: Hoyschrecke, 1. Publikumspreis[21]
- 2023: Krönung Aadorf, "König"[22]
- 2023: Walther-von-der-Vogelweide-Preis (Songs an einem Sommerabend)[23]
- 2023: Tuttlinger Krähe, Sonderpreis der Jury[24][25]
- 2024: Förderpreis der Liederleute e. V. für das Album Kleinstadt-Lieder
- 2024: Kaarster Stern, 1. Preis[26]
- 2024: Paulaner Solo+, 2. Preis[27]